# Frank Owens Smith

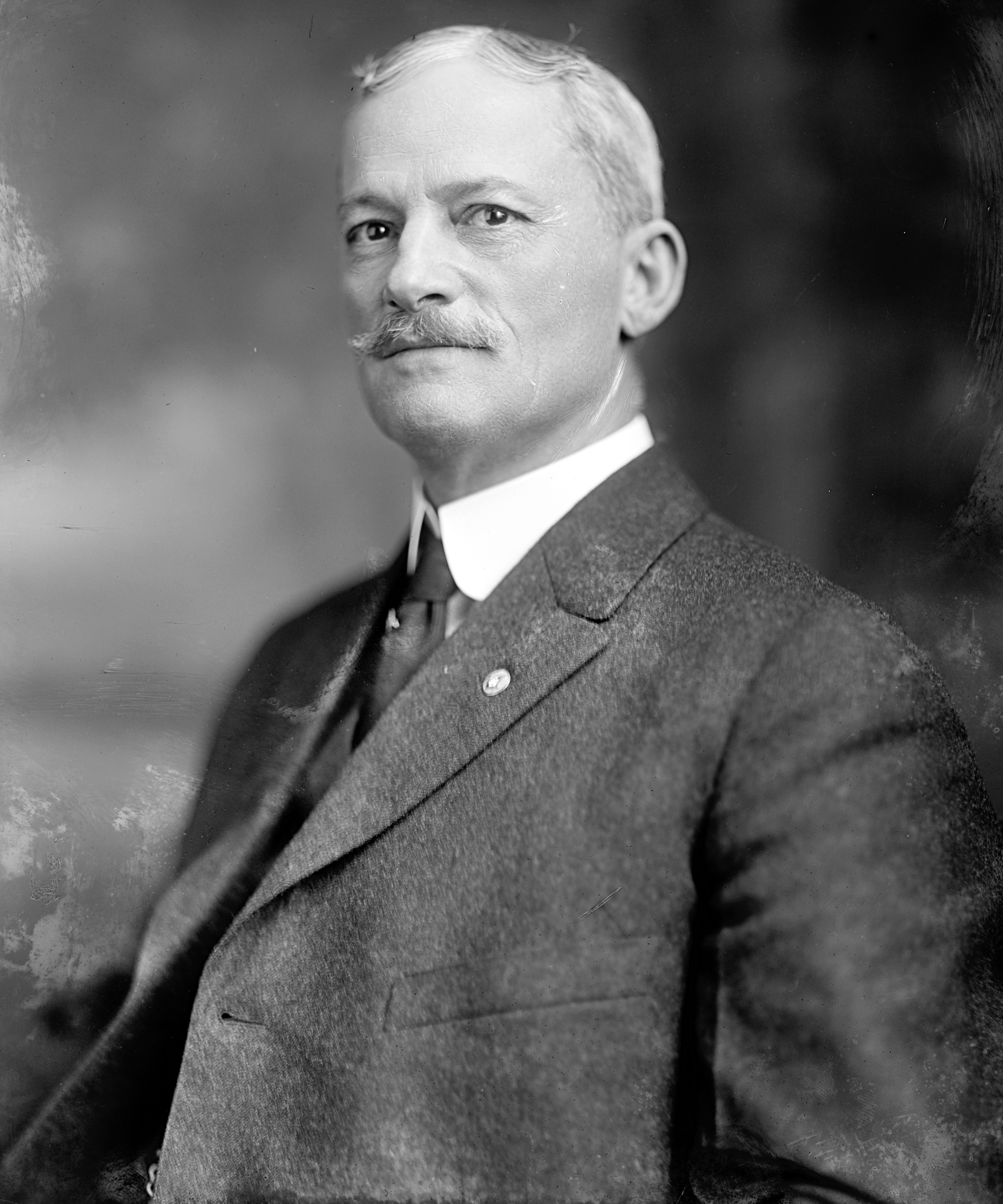
Frank Owens Smith

Frank Owens Smith (* 27. August 1859 in Smithville, Calvert County, Maryland; † 29. Januar 1924 in Dunkirk, Maryland) war ein US-amerikanischer Politiker. Zwischen 1913 und 1915 vertrat er den Bundesstaat Maryland im US-Repräsentantenhaus.

## Werdegang
Frank Smith besuchte sowohl öffentliche als auch private Schulen seiner Heimat. Danach studierte er am North Mount Institute in West Virginia und an der Bethel Military Academy in Virginia. Von 1885 bis 1889 arbeitete Smith für die Finanzbehörde von Baltimore. Im Jahr 1889 gründete er die Firma Calumet Canning Co. Danach wurde er im Handel tätig. Von 1898 bis 1910 stellte er unter anderem Mehl und Futtermittel her. Zwischen 1904 und 1908 war er auch Tabakinspektor der Staatsregierung von Maryland. Politisch war Smith Mitglied der Demokratischen Partei. 1911 kandidierte er erfolglos für den Senat von Maryland. Stattdessen wurde er in diesem Jahr bei der Verwaltung dieses Gremiums angestellt.
Bei den Kongresswahlen des Jahres 1912 wurde Smith im fünften Wahlbezirk von Maryland in das US-Repräsentantenhaus in Washington, D.C. gewählt, wo er am 4. März 1913 die Nachfolge von Thomas Parran antrat. Da er im Jahr 1914 von seiner Partei nicht mehr zur Wiederwahl nominiert wurde, konnte er bis zum 3. März 1915 nur eine Legislaturperiode im Kongress absolvieren. Während dieser Zeit wurden der 16. und der 17. Verfassungszusatz ratifiziert. Nach dem Ende seiner Zeit im US-Repräsentantenhaus arbeitete Frank Smith im Obstanbau in Dunkirk. Dort ist er am 29. Januar 1924 auch verstorben.